# Aeroportul Panguilemo
Aeroportul Panguilemo (IATA: TLX, ICAO: SCTL) este un aeroport din Provincia Talca, Regiunea Maule, Chile ce deservește zona Talca.
Situat la o altitudine de 123 m, aeroportul dispune de o singură pistă.